# Эдгар, Джим
Джеймс «Джим» Эдгар (англ. James «Jim» Edgar; род. 22 июля 1946, Винита, Оклахома) — американский политик, член Республиканской партии. Был губернатором штата Иллинойс с 1991 по 1999 год.
Учился в Колледже Вобаш и Университете Восточного Иллинойса. Входил в Палату представителей Иллинойса, нижней палаты законодательного собрания штата с 1977 по 1979 год. Затем был принят на работу помощником губернатора Джеймса Р. Томпсона. Государственный секретарь Иллинойса с 1981 по 1991 год.